# Cacophis churchilli
Cacophis churchilli là một loài rắn trong họ Rắn hổ. Loài này được Wells & Wellington mô tả khoa học đầu tiên năm 1985.